# Isla Jochihuata
Isla Jochihuata är en ö i Bolivia.   Den ligger i departementet La Paz, i den västra delen av landet, 500 km nordväst om huvudstaden Sucre. Isla Jochihuata ligger i sjön Lago de Huiñaymarca.
Trakten runt Isla Jochihuata består i huvudsak av gräsmarker.